# Songs in the Key of Springfield
Songs in the Key of Springfield is een soundtrack-album van de animatieserie The Simpsons.
Het album bevat een aantal muzieknummers die in de loop van de serie te horen waren in verschillende afleveringen. Het album werd uitgegeven in de Verenigde Staten op 18 maart 1997, en in het Verenigd Koninkrijk in september 1998. Het album wordt gezien als een vervolg op The Simpsons Sing the Blues.

## Hitlijsten
In vergelijking met het vorige album deed “Songs in the Key of Springfield” het maar matig. In het Verenigd Koninkrijk haalde het album de 18e plaats in de hitlijsten.
Het album was minder succesvol in de Verenigde Staten, waar het op #103 op de Billboard 200 bleef steken. Wel was het album succesvol op Billboard's Top Kid Audio Chart, waarin het album op nummer 1 belandde.

## Tracklijst
1. "The Simpsons Main Title Theme" (door Danny Elfman)
2. "We Do" (The Stonecutters' Song) – uit de aflevering "Homer the Great"
Marge & Homer introduction
The Stonecutters
3. "Dancin' Homer" (Medley) – uit de aflevering "Dancin' Homer"
  - Crosstown Bridge – The Simpsons – 0:10
  - Capitol City

The Simpsons
Tony Bennett
4. "Homer & Apu" (Medley) – uit de aflevering "Homer and Apu"
  - Who Needs the Kwik-E-Mart?

Lisa introductie
The Simpsons
Apu
  - Who Needs the Kwik-E-Mart? (Reprise)

Homer & Marge introductie
Homer
Apu
5. "Round Springfield" (Medley) – uit de aflevering "'Round Springfield"
  - Bleeding Gums Blues

Lisa & DJ introductie
Bleeding Gums Murphy
Lisa
Alto saxophone solo door Dan Higgins
  - A Four-Headed King

Bleeding Gums Murphy
Lisa
Cast
  - There She Sits, Brokenhearted

Bleeding Gums Murphy
Lisa
  - Jazzman (door Carole King en David Palmer)

Bleeding Gums Murphy
Lisa
Alto saxophone solo by Dan Higgins
Baritone saxophone solo by Terry Harrington
6. "Oh, Streetcar!" (The Musical) – uit de aflevering "A Streetcar Named Marge"
  - White-Hot Grease Fires (Prologue)

Director (Jon Lovitz)
Cast
  - Long Before the Superdome

Chief Wiggum
  - New Orleans

Cast
  - I Thought My Life Would Be a Mardi Gras

Marge & Cast introductie
Marge
Apu
  - I Am Just a Simple Paper Boy

Apu
  - Stella

Ned Flanders
  - She Flies

(instrumentaal)
  - The Kindness of Strangers

Marge
Cast
7. "Jingle Bells" (door James Pierpont) – uit de aflevering "$pringfield (Or, How I Learned to Stop Worrying and Love Legalized Gambling)"
Robert Goulet
Bart
Smithers
Mr. Burns
Nelson
8. "$pringfield" (Medley) – uit de aflevering "$pringfield (Or, How I Learned to Stop Worrying and Love Legalized Gambling)"
  - The Simpsons End Credits Theme ("Big Band Vegas"-versie)
  - Gracie Films Logo (Vegas-versie)
9. "Itchy & Scratchy Main Title Theme" (door Robert Israel & Sam Simon) – uit de aflevering "Itchy & Scratchy & Marge"
10. "Itchy & Scratchy End Credits Theme" – uit de aflevering "The Front"
11. "The Day the Violence Died" (Medley) – uit de aflevering "The Day the Violence Died"
  - Not Jazz Chor, but Sad Chor"

Krusty
  - The Amendment Song (door John Swartzwelder)

Jack Sheldon with Kid
Bart
Lisa
Cast
12. "Señor Burns" – uit de aflevering "Who Shot Mr. Burns? (Part Two)"
Tito Puente & His Latin Jazz Ensemble
13. "The Simpsons End Credits Theme" ("Afro-Cuban"-versie) – uit de aflevering "Who Shot Mr. Burns?" (Part Two)
Tito Puente & His Latin Jazz Ensemble – 0:47
14. "Your Wife Don't Understand You" – uit de aflevering "Colonel Homer"
Announcer & Cast introductie
Lurleen (Beverly D'Angelo)
Homer
15. "Kamp Krusty" (Medley) – uit de aflevering "Kamp Krusty"
  - South of the Border" (door Jimmy Kennedy en Michael Carr)

Bart & Krusty introductie
Gene Merlino
  - Gracie Films Logo (Mexican versie met "Ole!" op het eind)
16. "The Simpsons End Credits Theme" ("Australische" versie) – uit de aflevering "Bart vs. Australia"
17. "The Simpsons End Credits Theme" ("Hill Street Blues"-versie) – uit de aflevering "The Springfield Connection"
18. "The Simpsons End Credits Theme" ("It's a Mad, Mad, Mad, Mad World"-versie) – uit de aflevering "Homer the Vigilante"
19. "Treehouse of Horror V" (Medley) – uit de aflevering "Treehouse of Horror V"
  - Controlling the Transmission (Prologue)

Bart
Homer
  - The Simpsons Halloween Special Main Title Theme
20. "Honey Roasted Peanuts" – uit de aflevering "Boy-Scoutz N the Hood"
Homer
Marge
21. "Boy Scoutz N the Hood" (Medley) – uit de aflevering "Boy-Scoutz N The Hood"
  - Saved by the Bell

Apu
Milhouse
Bart
  - Jackpot

Milhouse
Bart
  - Springfield, Springfield (Parts 1 & 2)

Bart
Milhouse
Cast
  - Remember This?

Bart
Lisa
  - Another Edwardian Morning

Bart
Marge
Homer
22. "Two Dozen and One Greyhounds" (Medley) – uit de aflevering "Two Dozen and One Greyhounds"
  - The Pick of the Litter

Mr. Burns
Lisa
  - See My Vest

Smithers introduction
Mr. Burns
Maid
Lisa
Bart
23. Eye on Springfield Theme – uit de aflevering "Flaming Moe's"
Kent Brockman introductie
Homer
24. "Flaming Moe's" – uit de aflevering "Flaming Moe's"
Kipp Lennon
Cast
25. "Homer's Barbershop Quartet" (Medley) – uit de aflevering "Homer's Barbershop Quartet"
  - One Last Call (by Les Applegate)

Principal Skinner
Apu
  - Baby on Board

The Be Sharps
Cast
26. "TV Sucks!" – een dialoog uit de aflevering "Itchy & Scratchy: The Movie"
Homer
Bart
27. "A Fish Called Selma" (Medley) – uit de aflevering "A Fish Called Selma"
  - Troy Chic

Agent MacArthur Parker (Jeff Goldblum)
Troy McClure
  - Stop the Planet of the Apes
  - Dr. Zaius

Troy McClure
Bart
Homer
Cast
  - Chimpan-A to Chimpan-Z

Troy McClure
Cast
28. Send In the Clowns (door Stephen Sondheim) – uit de aflevering "Krusty Gets Kancelled"
Announcer introductie
Krusty the Clown
Sideshow Mel
29. "The Monorail Song" – uit de aflevering "Marge vs. the Monorail"
Lyle Lanley
Cast
30. "In Search of an Out of Body Vibe" – een dialoog uit de aflevering "Lady Bouvier's Lover"
Grampa
Mrs. Bouvier
31. "Cool" – uit de aflevering "Lady Bouvier's Lover"
Homer
Grampa
32. "Bagged Me a Homer" (by Beverly D'Angelo) – uit de aflevering "Colonel Homer"
Lurleen (Beverly D'Angelo)
Recording Studio Guy
Homer
Marge
Baritone saxofoonsolo door Terry Harrington
Harmonicasolo door Tommy Morgan
33. "It Was a Very Good Beer" (door Ervin Drake) – uit de aflevering "Duffless"
Homer
34. "Bart Sells His Soul" (Medley) – uit de aflevering "Bart Sells His Soul"
  - From God's Brain to Your Mouth

Bart
  - In-A-Gadda-Da-Vida (door Doug Ingle)

Eerwaarde Lovejoy
Bart
Milhouse
Homer
Cast
35. "Happy Birthday, Lisa" (door Michael) – uit de aflevering "Stark Raving Dad"
Lisa & Bart introductie
Leon Kompowski (Kipp Lennon)
Bart
Lisa
36. "The Simpsons Halloween Special End Credits Theme" ("The Addams Family"-versie) – uit de aflevering "Treehouse of Horror IV"
37. "Who Shot Mr. Burns?" (Part One) (Medley) – uit de aflevering "Who Shot Mr. Burns?" (Part One)
  - Who Dunnit?
  - The Simpsons End Credits Theme ("JFK"-versie)
38. "Lisa's Wedding" (Medley) – uit de aflevering "Lisa's Wedding"
  - The Simpsons End Credits Theme" ("Renaissance"-versie)
  - Gracie Films Logo ("Renaissance"-versie)
39. "The Simpsons End Credits Theme" ("Dragnet"-versie) – uit de aflevering "Marge on the Lam"

## Trivia
- De titel van dit album is vermoedelijk een parodie of woordspeling op het X-Files-soundtrackalbum Songs in the Key of X. Het kan ook een parodie zijn op Stevie Wonders album Songs in the Key of Life.

Homer Simpson · Marge Simpson · Bart Simpson · Lisa Simpson · Maggie Simpson · Abraham Simpson · Patty en Selma Bouvier · Jacqueline Bouvier · Mona Simpson · Santa's Little Helper · Snowball II · Familie Bouvier
Jasper Beardley · Comic Book Guy · Eddie en Lou · Maude Flanders · Ned Flanders · Professor Frink · Barney Gumble · Julius Hibbert · Lionel Hutz · Eerwaarde Lovejoy · Kapitein Horatio McCallister · Hans Moleman · Bleeding Gums Murphy · Apu Nahasapeemapetilon · Mayor Joe Quimby · Dr. Nick Riviera · Agnes Skinner · Cletus Spuckler · Squeaky Voiced Teen · Disco Stu · Moe Szyslak · Kirk Van Houten · Luann Van Houten · Chief Clancy Wiggum
Gary Chalmers · Rod en Todd Flanders · Jimbo Jones · Kearney · Edna Krabappel · Otto Mann · Nelson Muntz · Martin Prince · Seymour Skinner · Milhouse Van Houten · Ralph Wiggum · Groundskeeper Willie · andere studenten
Montgomery Burns · Carl Carlson · Lenny Leonard · Waylon Smithers
Itchy en Scratchy · Kent Brockman · Krusty de Clown · Troy McClure · Rainier Wolfcastle · Radioactive Man
Snake · Kang & Kodos · Sideshow Bob · Fat Tony
Treehouse of Horror
Bart vs. the World · Bart Simpson's Escape from Camp Deadly · The Simpsons Arcadespel · Bart vs. the Space Mutants · Bart's House of Weirdness ·Bart vs. The Juggernauts · Krusty's Fun House · Bartman Meets Radioactive Man · Bart's Nightmare · The Itchy and Scratchy Game · Virtual Bart · Bart and the Beanstalk · Itchy & Scratchy in Miniature Golf Madness · Cartoon Studio · Virtual Springfield · Night of the Living Treehouse of Horror · Bowling · Wrestling · Road Rage · Skateboarding · Hit & Run · The Simpsons Game · The Simpsons: Tapped Out
The Simpsons · The Simpsons Pinball Party
Strips: Simpsons Comics · Bart Simpson serie · Itchy & Scratchy Comics · Bart Simpson's Treehouse of Horror · Futurama/Simpsons Infinitely Secret Crossover Crisis
Tijdschrift: Simpsons Illustrated
Boeken: Bart Simpson's Guide to Life · Family Album · Library of Wisdom · Complete Guides · Planet Simpson · The Simpsons and Philosophy
Actiefiguurtjes: World of Springfield
The Simpsons Movie
Bankgrap ·
Canyonero · 
D'oh! · 
Duff Beer · 
Schoolbordgrap · 